# دوستی (فیلم ۱۹۹۵)
دوستی (به هندی: Yaraana) فیلمی محصول سال ۱۹۹۵ و به کارگردانی دیوید داوان است. در این فیلم بازیگرانی همچون ریشی کاپور، مادهوری دیکشیت، راج بابار، قادرخان، شاکتی کاپور، هیمانی شیوپوری ایفای نقش کرده‌اند.